# سي سي ماشاياه
سي سي ماشاياه هو ملاكم هندي، مثّل بلاده في الألعاب الأولمبية الصيفية 1976.

## روابط خارجية
سي سي ماشاياه على موقع أوليمبيديا (الإنجليزية)